# Waikoloa Championships
Il Waikoloa Championships è stato un torneo femminile di tennis che si disputava a Waikoloa Village negli USA sui campi in cemento del Kohala Tennis Garden, gli stessi utilizzati per il torneo Challenger maschile Waikoloa USTA Challenger.

## Albo d'oro

### Singolare
| Anno | Campionessa     | Finalista     | Punteggio        |
| ---- | --------------- | ------------- | ---------------- |
| 2001 | Sandrine Testud | Justine Henin | 6-3, 2-0, ritiro |
| 2002 | Cara Black      | Lisa Raymond  | 7–6(1), 6-4      |

### Doppio
| Anno | Campionesse                    | Finalista                          | Punteggio     |
| ---- | ------------------------------ | ---------------------------------- | ------------- |
| 2001 | Tina Križan Katarina Srebotnik | Els Callens Nicole Pratt           | 6-2, 6-3      |
| 2002 | Meilen Tu María Vento-Kabchi   | Nannie de Villiers Irina Seljutina | 1-6, 6-2, 6-3 |